# Alfred Ritscher
Alfred Ritscher (23 de mayo de 1879 en Bad Lauterberg - 30 de marzo de 1963 en Hamburgo) fue un explorador polar alemán. Siendo capitán de la Marina alemana, lideró la tercera Expedición Antártica Alemana en 1938-39, que relevó la zona de Nueva Suabia de la tierra de la Reina Maud. El pico Ritscher y la Ritscher Upland fueron nombrados en su honor.

## Biografía
En 1903 aprueba los exámenes de helmsman y en 1907 obtiene su certificación como patrón. A comienzos de 1912, Ritscher consigue ser contratado por la nueva oficina Seehandbuchwerk de la Oficina Naval.
Alfred Ritscher fue capitán de la "Expedición Ártica Alemana" de 1912-1913, comandada por Herbert Schröder-Stranz, que partiera desde Tromsø a bordo del buque a motor  "Herzog Ernst" para un reconocimiento preliminar de un plan para navegar el Paso del Noreste. Se hizo cargo de liderar el reconocimiento aéreo de la expedición y obtuvo la licencia como piloto. A causa del equipo inadecuado, un pronóstico erróneo del clima y comenzar demasiado tarde en la temporada la expedición fracasó al intentar cruzar la isla Nordaustlandet en el sector noreste del archipiélago Spitsbergen. Ritscher caminó más de 210 km en siete días y medio, hasta el asentamiento en Longyearbyen. Desde allí logra enviar un mensaje explicando la situación de la expedición Schroeder-Stranz, logrando que patrullas de rescate fueran en apoyo de la expedición, Ritscher salvó a seis de los catorce miembros de la expedición que estaban perdidos.
Durante la Primera Guerra Mundial, Ritscher realizó vuelos de reconocimiento en apoyo de unidades de la marina en Flanders. Luego de la guerra trabaja como comerciante independiente y en 1925 trabaja como especialista en navegación aérea para Lufthansa.
En 1934, Ritscher se divorcia de su esposa judía Susan Loewenthal, para no comprometer su carrera en el Departamento de Guerra. Ese mismo año es ascendido al grado de oficial de comando de la Marina. En 1938, fue designado jefe de la Expedición Antártica Alemana 1938/39, con la orden de construir una base para la flota ballenera alemana, realizar exploraciones aéreas y reclamar territorio. Durante esta expedición voló sobre un área de 600,000 km² con dos hidroaviones Dornier Do J, lanzados desde una catapulta a vapor desde el barco de la expedición. Se tomaron unas 11,000 fotografías aéreas.
Al comenzar la Segunda Guerra Mundial, Ritscher estaba preparando una nueva expedición con aviones mejorados provistos de patines, la cual fue cancelada. Luego de la Segunda Guerra Mundial Ritscher continuó como presidente de la "Asociación para la promoción del Archivo para Investigaciones Polares Inc.," el cual fue renombrado en 1959 pasando a llamarse Sociedad Alemana de Investigaciones Polares.

## Distinciones
- 1959: Gran Cruz Federal al Mérito
- 1959: Silver Kirchenpauer Medal de la Sociedad Geográfica de Hamburgo
- The Ritschergipfel and the Ritscher Highlands in East Antarctica have been named after him.

## Obra
- Preliminary Report on the German Antarctic Expedition 1938/39. - Ann. Hydrog. and Marit. Meteorol. 67, August-booklet. Inside: Overview table of the work area of the German Antarctic Expedition 1938-39: Neuschwabenland: 1:1.500.000 - 1 May / June 1939.
- German Antarctic Expedition 1938/39 with the base plane of Lufthansa AG M.S. "Swabia". - 1 Band, Scientific and flying experiences, Koehler & Amelang; Leipzig 1942nd
- German Antarctic Expedition 1938/39 with the base plane of Lufthansa AG M.S. "Swabia". - 2 Band, Scientific Results. Geographical and Cartographic Institute "Mundus", Hamburg, 1954-58.